# Maria Magdalena von Pazzi

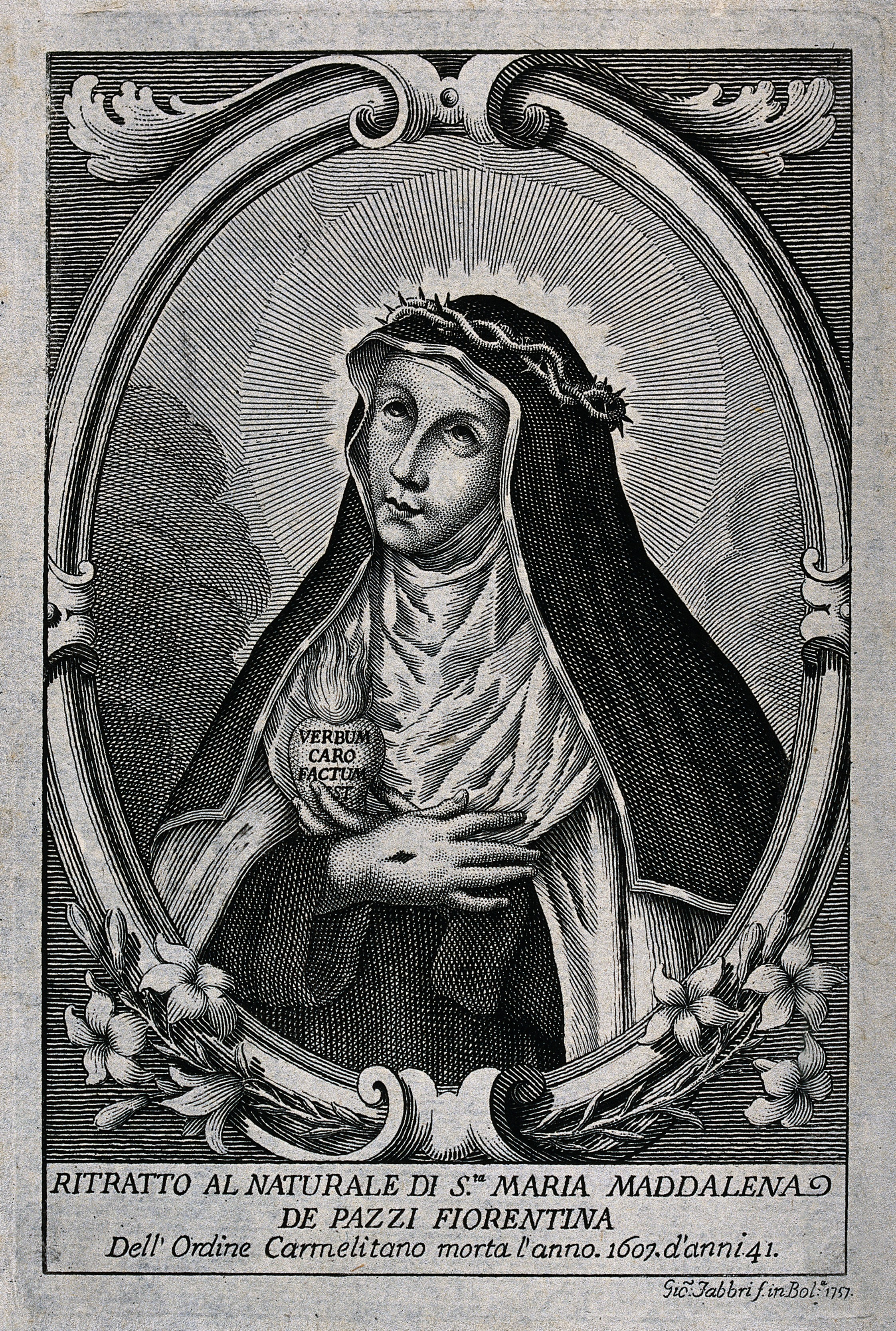
Die hl. Maria Magdalena von Pazzi 1757, Radierung von G. Fabbri

Maria Magdalena von Pazzi (italienisch: Maria Maddalena de’ Pazzi) (* 2. April 1566 in Florenz als Caterina de Pazzi; † 25. Mai 1607 ebenda) war eine Karmelitin und Mystikerin. Sie wird in der katholischen Kirche als Heilige verehrt und ist die Schutzpatronin von Florenz und Neapel.

## Leben

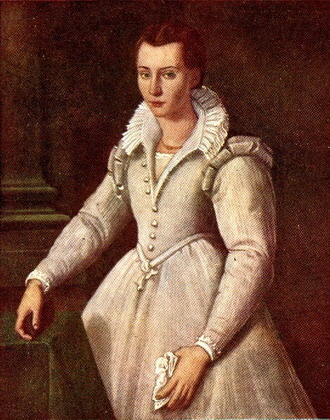
Maria Magdalena de’ Pazzi, Porträt von 1583

Die Tochter der Adelsfamilie Pazzi hatte schon ab 1578 mystische Erfahrungen. 1582 trat sie für 15 Tage probeweise in den Konvent der Karmelitinnen der alten Observanz in ihrer Heimatstadt Florenz ein. Am 3. Januar 1583 erfolgte ihre Einkleidung, ihre Profess legte sie am 27. Mai 1584 in articulo mortis (im Angesicht des Todes) ab, starb dann aber doch nicht. Ab 1590 hatte sie vermehrt Visionen, die niedergeschrieben wurden. Ab 1598 war sie Novizenmeisterin. Sie starb am 25. Mai 1607. Ihr unverwester Körper liegt seit 1888 in einem Reliquienschrein im Karmel Santa Maria Maddalena dei Pazzi in Florenz.

## Werk
Maria Magdalena von Pazzi schrieb selbst nicht, doch ihre Visionen wurden in fünf Büchern niedergeschrieben:
- Quaranta giorni
- Colloqui
- Revelatione e Intelligenze
- Probatione
- Renovatione della Chiesa

Maria Magdalena von Pazzi und ihre Werke hatten bis in das 18. Jahrhundert einen großen Einfluss auf Spiritualität und Frömmigkeit, vor allem in Italien.
Salvatore Sciarrino komponierte Texte der Heiligen in seinem Werk Infinito nero (1998).

## Verehrung
Maria Magdalena von Pazzi wurde am 8. Mai 1626 von Papst Urban VIII. selig- und am 22. April 1669 von Papst Clemens IX. heiliggesprochen.
Ihr Gedenktag ist der 25. Mai, im Trappisten- und Zisterzienserorden der 26. Mai, in Italien örtlich auch 30. März.
Zu Patrozinien, siehe: Maria-Magdalena-de-Pazzi-Kirche

## Rezeption
Die Komposition Infinito nero, Ekstase in einem Akt für Mezzosopran und acht Instrumente des italienischen Komponisten Salvatore Sciarrino, 1998 uraufgeführt, befasst sich mit der Heiligen und basiert auf ihren Texten.